# Весёлое (Ореховский район)
Весёлое (укр. Веселе) — село,
Новотроицкий сельский совет,
Ореховский район,
Запорожская область,
Украина.
Код КОАТУУ — 2323986203. Население по переписи 2001 года составляло 50 человек.

## Географическое положение
Село Весёлое находится на расстоянии в 0,5 км от села Славное.